# Xã Plum Creek, Quận Mitchell, Kansas
Xã Plum Creek (tiếng Anh: Plum Creek Township) là một xã thuộc quận Mitchell, tiểu bang Kansas, Hoa Kỳ. Năm 2010, dân số của xã này là 105 người.